# تحلل البروتين المستهدف

PROTAC ،TL 12-186 القائم على الثاليدومايد يستهدف البروتين GSPT1، وهو عامل إنهاء الترجمة.

إن تحلل البروتين الذي يستهدف الكيميرا (PROTAC) هو جزيء صغير متعدد الوظائف يتكون من مجالين نشطين وروابط، قادرة على إزالة بروتينات معينة غير مرغوب فيها. بدلاً من العمل كمثبط للإنزيم التقليدي، يعمل PROTAC عن طريق تحفيز تحلل البروتينات الانتقائي داخل الخلايا. تتكون PROTACs من جزيئين مرتبطين تساهميًا بالبروتين: أحدهما قادر على إشراك E3 يوبيكويتين ليغاز ، والآخر يرتبط ببروتين مستهدف مخصص للتحلل. يؤدي تجنيد E3 ليغاز إلى البروتين المستهدف، وانتشار البروتين المستهدف وتدهوره اللاحقاً عبر البروتيازوم. نظرًا لأن PROTACs تحتاج فقط إلى ربط أهدافها بانتقائية عالية (بدلاً من تثبيط النشاط الأنزيمي للبروتين المستهدف)، هناك حاليًا العديد من الجهود لإعادة تجهيز جزيئات المثبط غير الفعالة سابقًا مثل PROTACs للأدوية من الجيل التالي.
وُصِفتْ تقنية PROTAC في البداية بواسطة كاثلين ساكاموتو وكريغ كروز وراي ديشايس في عام 2001، وقد طُبيقتْ تقنية PROTAC من قبل عدد من مختبرات اكتشاف الأدوية باستخدام E3 ليغاز المختلفة، بما في ذلك pVHL،CRBN ،Mdm2 ،beta-TrCP1 ،DCAF15 ،DCAF16 ،RNF114، ،c-IAP1. رخصت جامعة ييل تقنية PROTAC لشركة Arvinas في 14-2013. وفي عام 2019، وضع Arvinas اثنين من PROTACs في التجارب السريرية: ARV-110، وهو عامل تحلل مستقبلات الأندروجين، و ARV-471، وهو عامل تحلل مستقبلات الاستروجين.

## الية العمل

آلية. E1 ، E2 ، E3: إنزيمات التواجد في كل مكان ؛ Ub = يوبيكويتين ؛ الهدف = تحلل البروتين

تُحقق PROTACs التدهور من خلال «اختطاف» نظام يوبيكويتين -  البروتوزوم (UPS) في الخلية عن طريق الجمع بين البروتين المستهدف و E3 ليغاز.
أولاً، ينشط E1 ليغاز ويقترن اليوبيكويتين بِ E2 ليغاز. ثم يشكل E2 ليغاز معقدًا مع E3 ليغاز. يستهدف E3 ليغاز البروتينات ويربط اليوبيكويتين تساهميًا بالبروتين محل الاهتمام. في النهاية، بعد تكوين سلسلة يوبيكويتين، تتعرف على البروتين وتُحطيمه بواسطة البروتيازوم 26S. تستفيد PROTACs من هذا النظام الخلوي عن طريق وضع البروتين المعني بالقرب من E3 ليغاز لتحفيز التدهور. على عكس المثبطات التقليدية، فإن PROTACs لها آلية تحفيزية، تقوم بِإعادة تدوير نفسها بعد تحلل البروتين المستهدف.

## التصميم والتطوير
يجب مراعاة البروتين الذي يستهدف الرأس الحربي، وE3 ليغاز، والرابط لتطوير PROTAC. يمكن تقييم تكوين المركب الثلاثي بين البروتين المعني، وPROTAC، وE3 ليغاز لوصف نشاط PROTAC لأنه غالبًا ما يؤدي إلى انتشار البروتين المستهدف وتدهوره اللاحقاً. يُلاحظ تأثير الخطاف بشكل شائع مع التراكيز عالية من PROTACs بسبب الطبيعة ثنائية الوظيفة للمزيل.
حاليًا، استُخدام (pVHL و CRBN) في التجارب قبل السريرية مثل E3 ليغاز. ومع ذلك، لا يزال هناك مئات من E3 ليغاز يجب استكشافها، مع إعطاء بعضها الفرصة لخصوصية الخلية.

## الفوائد
ومقارنة بالممنوعات التقليدية، تظهر PROTAC فوائد متعددة تجعلها مرشحة للمخدرات. يمكن تناول PROTAC بجرعات أقل مقارنة بنظائرها المثبطة، بسبب آليتها التحفيزية. ولقد تبين أن بعض PROTAC أكثر انتقائية من نظائرها المثبطة، مما يقلل من الآثار الغير مستهدفة. تمتلك PROTACs القدرة على استهداف البروتينات التي لم يكن من الممكن معالجتها سابقًا، لأنها لا تحتاج إلى استهداف الجيوب التحفيزية. يساعد هذا أيضًا في منع مقاومة الأدوية الناتجة عن الطفرات والتي غالبًا ما توجد مع المثبطات الانزيمية.